# Che cos'è un nome?
Che cos'è un nome (What's in a Name?) è un racconto giallo di fantascienza di Isaac Asimov pubblicato per la prima volta nel 1956 nel numero di giugno della rivista The Saint Detective Magazine con il titolo Death of a Honey-Blonde.
Successivamente è stato incluso nell'antologia Misteri. I racconti gialli di Isaac Asimov (Asimov's Mysteries) del 1968.
È stato pubblicato varie volte in italiano a partire dal 1975, anche col titolo Morte di una bionda.

## Trama
Un detective sconosciuto investiga su una morte misteriosa all'Università di Carmody. Louella-Marie Busch e Susan Morey sono note come le "gemelle della biblioteca" a causa della loro somiglianza e del loro lavoro alla biblioteca di scienze. Busch è morta dopo aver bevuto del tè avvelenato con del cianuro di potassio.
Il detective scoprirà il colpevole, costringendolo a cadere in contraddizione sul nome di una persona passata in biblioteca di nome Ernest Beilstein che, curiosamente, ha lo stesso cognome di Friedrich Konrad Beilstein, il curatore di un'enciclopedia di chimica organica in sessanta volumi (Handbook of Organic Chemistry).